# Apollo Theater (Chicago)
L'Apollo Theater Chicago (Teatre Apol·lo de Chicago) és un teatre de Chicago construït en el Lincoln Park (Parc Lincoln) el 1978. Ubicat en el núm. 2.540 de l'Avinguda Lincoln té una capacitat de 440 localitats i un hall d'entrada amb exposicions d'art i un bar complet. En l'actualitat és la seu de La Casa del Teatre, de l'èxit de la producció "The Sparrow" i la seu de la companyia de teatre "Ciutat Esmeralda".
Entre les produccions notables cal incloure "La pervesitat sexual a Chicago" de David Mamet protagonitzada per Jim Belushi, i "Bàlsam a Galaad" amb John Malkovich i Gary Sinise.
L'Apollo Theater Chicago no és el primer teatre de Chicago a portar el nom d'Apol·lo. El 1921 es va inaugurar un teatre Apol·lo, a la cantonada dels carrers Randolph i Dearborn. L'Apollo Theater de Chicago no té cap relació amb l'Apollo Theater de Nova York.